# Vilgot Sjöman
David Harald Vilgot Sjöman (2. prosince 1924 Stockholm – 9. dubna 2006 tamtéž) byl švédský filmový režisér a spisovatel. Jeho tvorba se vyznačovala erotickou otevřeností, která často vedla k cenzurním zásahům.
V roce 1948 získal Literární cenu Svenska Dagbladet za román Učitel. Studoval filmovou režii na Kalifornské univerzitě v Los Angeles. Psal scénáře a literární a divadelní recenze, asistoval Ingmaru Bergmanovi u filmu Hosté Večeře Páně a natočil o jeho stylu práce celovečerní dokument.
V roce 1962 natočil svůj první film Milenka, kde hrála hlavní roli Bibi Anderssonová. V roce 1964 následoval film 491, adaptace románu Larse Görlinga z prostředí kriminální mládeže, šokující drastickými scénami. V historickém filmu Postel sourozenců 1782 zase použil incestní motiv. Mezinárodní úspěch zaznamenala dvojice filmů s Lenou Nymanovou Jsem zvědavá – žlutě a Jsem zvědavá – modře; prolínají se zde postupy hraného filmu a reportáže zachycující atmosféru sexuální revoluce a protestních nálad mladé generace.
V roce 1974 převzal cenu Zlatohlávek pro nejlepšího švédského režiséra roku. Jeho posledním filmem byl v roce 1995 životopis Alfreda Nobela.
Jeho poetika byla inspirována francouzskou novou vlnou.